# Науса (Киклады)
На́уса (греч. Νάουσα) — порт и курорт на острове Парос, Греция. Расположен на левом берегу бухты Науса в северной части острова. Население 2468 жителей по переписи 2011 года.

## История
В 1770—1775 годах являлся административным центром островов Архипелага, находящихся под русской военно-морской администрацией, а также военно-морской базой русского флота Первой Архипелагской экспедиции графа Алексея Орлова.
Впервые эскадра графа Орлова в составе кораблей «Три Иерарха», «Ростислав», «Родос», «Гром», «Слава», «Победа» и «Святой Павел» прибыла к острову Парос 15 октября 1770 года. К 4 декабря на Паросе собрались почти все суда Архипелагской эскадры. Было принято решение основать русскую военно-морскую базу.
Бухта Науса была укреплена, на её левом берегу были построены два редута на 9 и 8 30- и 24-фунтовых пушек. На островке у входа в бухту расположили 10-орудийную батарею. В Наусе было возведено здание Адмиралтейства и создана верфь для ремонта всех типов кораблей Архипелагского флота. Так же на верфи строились малые парусные и гребные суда. В городе возводились каменные дома для руководства флота, общественные здания, проведён водопровод. Местное население в количестве 5 тыс. человек — этнических греков положительно относилось к русскому присутствию.
К началу 1771 года 27 населённых островов Эгейского моря были заняты русскими. На островах учреждалась местная греческая администрация, подчинённая русским властям в Наусе. Помимо создания на островах укреплённых баз, русские власти много внимания уделяли и улучшению жизни местного населения. Так на соседнем острове Наксия была учреждена греческая гимназия для жителей островов, учащиеся которой во время ликвидации колонии были вывезены в Санкт-Петербург, и впоследствии многие из них заняли важные государственные посты.
В результате заключения 10 июля 1774 года между Россией и Османской империей Кючук-Кайнарджийского мира, Россия приняла на себя обязательства вывести в течение трёх месяцев свой флот с островов Архипелага. С этого времени начался вывод русских военно-морских сил и гражданской администрации из Наусы, затянувшийся до мая 1775 года. В результате ликвидации колонии, тысячи греков и албанцев с островов, принявших русское подданство, были эвакуированы силами военно-морского флота в Россию. Переселенцы получили земли в Крыму возле крепости Еникале, а также большие льготы и возможность службы в специально созданном Греческом пехотном полку.

## Общинное сообщество Науса
Количество населённых пунктов и островов в общинном сообществе Науса — 21. Население 3124 жителя по переписи 2011 года.
| Населённый пункт       | Население (2011), человек |
| ---------------------- | ------------------------- |
| Айия-Кали (остров)     | 0                         |
| Айос-Андреас           | 47                        |
| Айос-Артемиос (остров) | 0                         |
| Амбелас                | 296                       |
| Гайдурониси (остров)   | 0                         |
| Галиацос (остров)      | 0                         |
| Камаре                 | 49                        |
| Калимбитрес            | 25                        |
| Лангери                | 65                        |
| Ливадия                | 20                        |
| Маврониси (остров)     | 0                         |
| Монастырь Св. Антония  | 0                         |
| Монастырь Лонговардас  | 38                        |
| Науса                  | 2468                      |
| Ксифара                | 55                        |
| Проторья               | 61                        |
| Тетартониси (остров)   | 0                         |
| Турлос (остров)        | 0                         |
| Филиди (остров)        | 0                         |
| Финисес (остров)       | 0                         |
| Эвриокастро (остров)   | 0                         |

## Население
| Год  | Население, человек |
| ---- | ------------------ |
| 1991 | 1654               |
| 2001 | 2289               |
| 2011 | ↗ 2468             |